# 斯圖爾特冰川
斯圖爾特冰川（英語：Stewart Glacier），是南極洲的冰川，位於瑪麗伯德地的愛德華七世地，流經霍華德高地，最終注入蘇茲貝格灣，美國地質調查局根據測量和該國海軍的空中照片繪入地圖，現時由南極條約體系管理。